# Peter Palúch
Peter Palúch (Rózsahegy, 1958. február 17. –) csehszlovák válogatott szlovák labdarúgó, kapus.

## Pályafutása

### Klubcsapatban
1981 és 1991 között a Plastika Nitra kapusa volt. 1991 és 2001 között Ausztriában játszott. 1991 és 1997 között a Wiener SC, 1997-ben a First Vienna, 1998 és 2001 között az SV Schwechat labdarúgója volt.

### A válogatottban
Tagja volt az 1990-es olaszországi világbajnokságon részt vevő csehszlovák csapatnak.